# John Toland
John Toland (30. listopad 1670 – 11. březen 1722) byl irský filozof a satirik, představitel racionalismu a osvícenství.

## Život
Již ve čtrnácti letech znal dobře staré klasiky. Kromě řeckého, latinského a starohebrejského jazyka se učil i francouzštině, italštině a němčině. V šestnácti přestoupil z katolicismu k protestantství, a přesunul se tím z irského do anglického prostředí.
Ve svých jedenadvaceti letech vydává Toland své první básnické dílo pod názvem „Tribe of Levi“ („Pokolené Levitů“).

## Myšlenky
Náboženství zůstalo jeho klíčovým tématem po celý život.
Ve svém díle „Tribe of Levi“ otevřeně prohlašuje, že ze všech vředů, rozežírajících lidstvo, je nejhroznějším, nejzhubnějším a nejnebezpečnějším duchovenstvo. Roku 1696 uveřejňuje Toland svoji druhou práci — „Křesťanství bez tajuplnosti“ (anglicky Christianity not Mysterious), kde ještě uznává křesťanská dogmata jako Božské zjevení, ale dokazuje, že teze křesťanského náboženství nemohou být proti rozumu ani nad rozumem. Vyjádřil názor, že v bibli není nic mystického a celá křesťanská víra je vyložitelná jako souhrn racionálních úsudků. Za knihu byl soudně popotahován a v Dublinu byly z moci úřední spáleny symbolicky tři výtisky této jeho knihy. Toland na oplátku posílil svou kritiku církve, v jedné ze svých knih (Life of Milton) zpochybnil i autenticitu Nového zákona. Neoznačoval se však za ateistu, ale za panteistu, a byl dokonce prvním, kdo pojem panteismus užil. Je též označován za deistu. Byl také zřejmě prvním, kdo byl (Georgem Berkeleym) označen pojmem volnomyšlenkář. Byl jedním z prvních kritiků antisemitismu a žádal začlenění Židů do britské společnosti (ve spisu Reasons for Naturalising the Jews z roku 1714). Navrhoval též začlenit některé pohanské tradice do křesťanství. V politice podporoval stranu Whigů a zastával protimonarchické postoje. Politické instituce by dle něj měly být racionální a tolerantní a garantovat svobodu spíše než řád. Tolandovu latinskou práci Adeisidaemon zařadila římskokatolická církev na Index zakázaných knih Pro poznání jeho filozofických názorů jsou důležité spisy Letters to Serena (Listy Sereně, 1704, slovensky 1964) a Pantheisticon, který vydal anonymně v roce 1720.
Protože náboženství je určeno pro rozumné bytosti, měl by být důraz kladen na úsudek, a nikoliv na autoritu. (...) Pravda je vždy a všude stejná; a nesrozumitelné nebo absurdní tvrzení si nezaslouží být uznáváno jen proto, že je prastaré nebo cizokrajné, ani proto, že je původně psáno v latině, řečtině nebo hebrejštině.
John Toland, Křesťanství bez mystérií, úryvek z předmluvy

## Dílo
- Christianity Not Mysterious: A Treatise Shewing, That there is nothing in the Gospel Contrary to Reason, Nor Above It: And that no Christian Doctrine can be properly called A Mystery (1696)
- A Discourse on Coins, by Seignor Bernardo Davanzati, anno 1588, translated out of Italian by John Toland (1696)
- An Apology for Mr. Toland (1697)
- An Argument Shewing, that a Standing Army Is Inconsistent with a Free Government, and absolutely destructive to the Constitution of the English Monarchy (1697)
- The Militia Reformed: An easy scheme of furnishing England with a constant land force, capable to prevent or to subdue any foreign power, and to maintain perpetual quite at home, without endangering the public liberty. (1698)
- The Life of John Milton, containing, besides the history of his works, several extraordinary characters of men, of books, sects, parties and opinions. (1698)
- Amyntor, or a Defence of Milton's Life (1699).
- The Art of Governing by Parties, particularly in Religion, Politics, Parliament, the Bench, and the Ministry; with the ill effects of Parties. (1701)
- Anglia Libera; or the limitation and succession of the crown of England explained and asserted. (1701)
- Limitations for the next Foreign Successor, or A New Saxon Race: Debated in a Conference betwixt Two Gentlemen; Sent in a Letter to a Member of Parliament (1701)
- Propositions for Uniting the Two East India Companies (1701)
- Paradoxes of State, relating to the present juncture of affairs in England and the rest of Europe, chiefly grounded on his Majesty's princely, pious and most gracious speech (1702)
- Reasons for inviting the Hanover royals into England.... Together with arguments for making a vigorous war against France. (1702).
- Vindicius Liberius. (1702).
- Letters to Serena (1704)
- Hypatia or the History of a most beautiful, most virtuous, most learned and in every way accomplished lady, who was torn to pieces by the clergy of Alexandria to gratify the pride, emulation and cruelty of the archbishop commonly but undeservedly titled St Cyril (1720)
- The Primitive Constitution of the Christian Church (1705)
- The Account of the Courts of Prussia and Hanover (1705)
- Socinianism Truly Stated (1705)
- Adeisidaemon - or the "Man Without Superstition" (1709)
- Origines Judaicae (1709)
- The Art of Restoring (1710)
- The Jacobitism, Perjury, and Popery of High-Church Priests (1710)
- An Appeal to Honest People against Wicked Priests (1713)
- Dunkirk or Dover (1713)
- The Art of Restoring (1714)
- Reasons for Naturalising the Jews in Great Britain and Ireland on the same foot with all Other Nations (1714)
- State Anatomy of Great Britain (1717)
- The Second Part of the State Anatomy (1717)
- Nazarenus: or Jewish, Gentile and Mahometan Christianity, containing the history of the ancient gospel of Barnabas... Also the Original Plan of Christianity explained in the history of the Nazarens.... with... a summary of ancient Irish Christianity... (1718)
- The Probability of the Speedy and Final Destruction of the Pope (1718)
- Tetradymus (1720)
- Pantheisticon (1720)
- History of the Celtic Religion and Learning Containing an Account of the Druids (1726)
- A Collection of Several Pieces of Mr John Toland (1726)